# Asociación de Economía para el Desarrollo de la Argentina
Asociación de Economía para el Desarrollo de la Argentina (AEDA) es un centro de estudios conformado en 2008 por economistas, sociólogos y politólogos argentinos provenientes de la heterodoxia que se unieron para proponer una batalla ideológica contra el neoliberalismo que representa la Asociación Argentina de Economía Política.
AEDA surge, según sus fundadores, "como un proyecto generacional de un grupo de profesionales jóvenes que considera necesario fortalecer un modelo económico productivo así como también articular un nuevo pensamiento, que dé a luz renovadas ideas y perspectivas, a fin de conformar una agenda de largo plazo para avanzar en un cambio estructural".
Se reconocen en los trabajos de Aldo Ferrer y en los legados de Jorge Schvarzer y Marcelo Diamand. Consideran a la economía como una “herramienta política” transformadora y proponen abordar un debate “sobre la forma de organización de la sociedad, discutiendo la producción social y la distribución de sus beneficios”.
El centro de estudios está compuesto por más de 100 asociados de distintas ramas académicas: economistas, sociólogos, y politólogos de Buenos Aires, La Plata, Rosario, Salta, Paraná, Neuquén, Catamarca, Tucumán, Mar del Plata y Mendoza.